# Rieux (Oise)
Rieux és un municipi francès, situat al departament de l'Oise i a la regió dels Alts de França. L'any 2007 tenia 1.600 habitants.

## Demografia

### Població
El 2007 la població de fet de Rieux era de 1.600 persones. Hi havia 596 famílies de les quals 104 eren unipersonals (36 homes vivint sols i 68 dones vivint soles), 204 parelles sense fills, 244 parelles amb fills i 44 famílies monoparentals amb fills.
La població ha evolucionat segons el següent gràfic:
Habitants censats

### Habitatges
El 2007 hi havia 614 habitatges, 597 eren l'habitatge principal de la família, 5 eren segones residències i 12 estaven desocupats. 524 eren cases i 88 eren apartaments. Dels 597 habitatges principals, 458 estaven ocupats pels seus propietaris, 128 estaven llogats i ocupats pels llogaters i 11 estaven cedits a títol gratuït; 4 tenien una cambra, 36 en tenien dues, 76 en tenien tres, 170 en tenien quatre i 311 en tenien cinc o més. 446 habitatges disposaven pel capbaix d'una plaça de pàrquing. A 239 habitatges hi havia un automòbil i a 301 n'hi havia dos o més.

### Piràmide de població
La piràmide de població per edats i sexe el 2009 era:
| Homes | Edats   | Dones |
| ----- | ------- | ----- |
| 0     | 95 o +  | 0     |
| 4     | 90 a 94 | 8     |
| 4     | 85 a 89 | 4     |
| 12    | 80 a 84 | 16    |
| 36    | 75 a 79 | 32    |
| 24    | 70 a 74 | 52    |
| 36    | 65 a 69 | 40    |
| 32    | 60 a 64 | 36    |
| 24    | 55 a 59 | 32    |
| 60    | 50 a 54 | 60    |
| 60    | 45 a 49 | 68    |
| 60    | 40 a 44 | 68    |
| 92    | 35 a 39 | 72    |
| 64    | 30 a 34 | 48    |
| 12    | 25 a 29 | 40    |
| 52    | 20 a 24 | 40    |
| 64    | 15 a 19 | 60    |
| 52    | 10 a 14 | 60    |
| 60    | 5 a 9   | 72    |
| 48    | 0 a 4   | 32    |

## Economia
El 2007 la població en edat de treballar era de 1.054 persones, 765 eren actives i 289 eren inactives. De les 765 persones actives 694 estaven ocupades (370 homes i 324 dones) i 71 estaven aturades (35 homes i 36 dones). De les 289 persones inactives 101 estaven jubilades, 116 estaven estudiant i 72 estaven classificades com a «altres inactius».

### Ingressos
El 2009 a Rieux hi havia 600 unitats fiscals que integraven 1.599 persones, la mediana anual d'ingressos fiscals per persona era de 20.429 €.

### Activitats econòmiques
Dels 55 establiments que hi havia el 2007, 1 era d'una empresa extractiva, 1 d'una empresa de fabricació de material elèctric, 4 d'empreses de fabricació d'altres productes industrials, 14 d'empreses de construcció, 6 d'empreses de comerç i reparació d'automòbils, 6 d'empreses de transport, 2 d'empreses d'hostatgeria i restauració, 2 d'empreses financeres, 2 d'empreses immobiliàries, 3 d'empreses de serveis, 9 d'entitats de l'administració pública i 5 d'empreses classificades com a «altres activitats de serveis».
Dels 22 establiments de servei als particulars que hi havia el 2009, 1 era una oficina de correu, 1 autoescola, 1 paleta, 4 guixaires pintors, 2 fusteries, 3 lampisteries, 2 electricistes, 1 empresa de construcció, 2 perruqueries, 1 restaurant, 2 agències immobiliàries i 2 salons de bellesa.
Dels 2 establiments comercials que hi havia el 2009, 1 era una botiga de més de 120 m² i 1 una fleca.

## Equipaments sanitaris i escolars
L'únic equipament sanitari que hi havia el 2009 era una farmàcia.
El 2009 hi havia una escola elemental.

## Poblacions més properes
El següent diagrama mostra les poblacions més properes.